# Prêmio Saturno de melhor filme de ficção científica
O Prêmio Saturno de Melhor Filme de Ficção Científica (em inglês: Saturn Awards of Best Science Fiction Film), é um dos prêmios oferecidos pela Academy of Science Fiction, Fantasy & Horror Films durante a realização do Prêmio Saturno.

## Premiados
| Ano     | Vencedores                                   | Indicados |
| ------- | -------------------------------------------- | --- |
| 1973    | Slaughterhouse Five                          | |
| 1975    | Soylent Green                                | - Battle for the Planet of the Apes - Beware! The Blob - The Day of the Dolphin - The Neptune Factor - Sleeper - Sssssss - Westworld                                    |
| 1976    | Rollerball                                   | - A Boy and His Dog - The Stepford Wives |
| 1977    | Logan's Run                                  | Embryo - Futureworld - God Told Me To - The Man Who Fell to Earth - Network - Solyaris                                                                                  |
| 1978    | Star Wars                                    | - Close Encounters of the Third Kind - Demon Seed - Empire of the Ants - The People That Time Forgot                                                                    |
| 1979    | Superman                                     | - The Boys from Brazil - Capricorn One - The Cat from Outer Space - Invasion of the Body Snatchers                                                                      |
| 1980    | Alien                                        | - The Black Hole - Moonraker - Star Trek: The Motion Picture - Time After Time                                                                                          |
| 1981    | The Empire Strikes Back                      | - Altered States - Battle Beyond the Stars - The Final Countdown - Flash Gordon                                                                                         |
| 1982    | Superman II                                  | - Escape from New York - Heartbeeps - Heavy Metal - Outland |
| 1983    | E.T. the Extra-Terrestrial                   | - Blade Runner - Endangered Species - Star Trek II: The Wrath of Khan - Tron                                                                                            |
| 1984    | Return of the Jedi                           | - Blue Thunder - Brainstorm - Strange Invaders - WarGames |
| 1985    | The Terminator                               | - 2010 - Dune - Star Trek III: The Search for Spock - Starman |
| 1986    | Back to the Future                           | - Cocoon - Enemy Mine - Mad Max Beyond Thunderdome - A View to a Kill                                                                                                   |
| 1987    | Aliens                                       | - Flight of the Navigator - Peggy Sue Got Married - Short Circuit - Star Trek IV: The Voyage Home                                                                       |
| 1988    | RoboCop                                      | - The Hidden - Innerspace - Masters of the Universe - Predator - The Running Man                                                                                        |
| 1990    | Alien Nation                                 | - The Blob - Cocoon: The Return - My Stepmother Is an Alien - Short Circuit 2 - They Live                                                                               |
| 1991    | Total Recall                                 | - The Abyss - Back to the Future Part II - Back to the Future Part III - Bill & Ted's Excellent Adventure - Flatliners - Honey, I Shrunk the Kids - RoboCop 2 - Tremors |
| 1992    | Terminator 2: Judgment Day                   | - Frankenstein Unbound - Prayer of the Rollerboys - Predator 2 - The Rocketeer - Timescape                                                                              |
| 1993    | Star Trek VI: The Undiscovered Country       | - Alien 3 - Freejack - Honey I Blew Up the Kid - The Lawnmower Man - Memoirs of an Invisible Man                                                                        |
| 1994    | Jurassic Park                                | - Demolition Man - Fire in the Sky - Fortress - Man's Best Friend - The Meteor Man - RoboCop 3                                                                          |
| 1995    | Stargate                                     | - Body Snatchers - No Escape - The Puppet Masters - Star Trek: Generations - Street Fighter - Timecop                                                                   |
| 1996    | 12 Monkeys                                   | - Congo - Judge Dredd - Outbreak - Species - Strange Days - Waterworld                                                                                                  |
| 1997    | Independence Day                             | - Escape from L.A. - The Island of Dr. Moreau - Mars Attacks! - Mystery Science Theater 3000: The Movie - Star Trek: First Contact                                      |
| 1998    | Men in Black                                 | - Alien: Resurrection - Contact - Le Cinquième élément (The Fifth Element) - The Postman - Starship Troopers                                                            |
| 1999    | Armageddon Dark City                         | - Deep Impact - Lost in Space - Star Trek: Insurrection - The X-Files                                                                                                   |
| 2000    | The Matrix                                   | - eXistenZ - Galaxy Quest - Pitch Black - Star Wars: Episode I – The Phantom Menace - The Thirteenth Floor                                                              |
| 2001    | X-Men                                        | - The 6th Day - The Cell - Hollow Man - Space Cowboys - Titan A.E. |
| 2002    | A.I. Artificial Intelligence                 | - Jurassic Park III - Lara Croft: Tomb Raider - The One - Planet of the Apes - Vanilla Sky                                                                              |
| 2003    | Minority Report                              | - Men in Black II - Signs - Solaris - Star Trek: Nemesis - Star Wars: Episode II – Attack of the Clones                                                                 |
| 2004    | X2: X-Men United                             | - Hulk - Lara Croft Tomb Raider: The Cradle of Life - The Matrix Revolutions - Paycheck - Terminator 3: Rise of the Machines                                            |
| 2005    | Eternal Sunshine of the Spotless Mind        | - The Butterfly Effect - The Day After Tomorrow - The Forgotten - I, Robot - Sky Captain and the World of Tomorrow                                                      |
| 2006    | Star Wars: Episode III – Revenge of the Sith | - Fantastic Four - The Island - The Jacket - Serenity - War of the Worlds                                                                                               |
| 2007    | Children of Men                              | - Déjà Vu - The Fountain - The Prestige - V for Vendetta - X-Men: The Last Stand                                                                                        |
| 2008    | Cloverfield                                  | - Fantastic Four: Rise of the Silver Surfer - I Am Legend - The Last Mimzy - Sunshine - Transformers                                                                    |
| 2009    | Iron Man                                     | - Eagle Eye - The Incredible Hulk - The Day the Earth Stood Still - Indiana Jones and the Kingdom of the Crystal Skull - Jumper                                         |
| 2010    | Avatar                                       | - Star Trek - Transformers: Revenge of the Fallen - X-Men Origins: Wolverine - Moon - Knowing                                                                           |
| 2010    | Inception                                    | - Iron Man 2 - Tron: Legacy - Splice - Hereafter - Predators |
| 2011    | Rise of the Planet of the Apes               | - The Adjustment Bureau - Captain America: The First Avenger - Limitless - Super 8 - X-Men: First Class                                                                 |
| 2012    | The Avengers                                 | - Chronicle - Cloud Atlas - The Hunger Games - Looper - Prometheus |
| 2013    | Gravity                                      | - Ender's Game - The Hunger Games: Catching Fire - Pacific Rim - Riddick - Star Trek Into Darkness                                                                      |
| 2014    | Interstellar                                 | - Dawn of the Planet of the Apes - Edge of Tomorrow - Godzilla - The Hunger Games: Mockingjay – Part 1 - The Zero Theorem                                               |
| 2015    | Star Wars: Episode VII — The Force Awakens   | - Jurassic World - Mad Max: Fury Road - The Martian - Ex Machina - Terminator: Genisys                                                                                  |
| 2016    | Rogue One: A Star Wars Story                 | - Arrival - Independence Day: Resurgence - Midnight Special - Passengers - Star Trek Beyond                                                                             |
| 2017    | Blade Runner 2049                            | - Alien: Covenant - Life - Star Wars: The Last Jedi - Valérian et la Cité des mille planètes - War for the Planet of the Apes                                           |
| 2018-19 | Ready Player One                             | - Alita: Battle Angel - Bumblebee - Jurassic World: Fallen Kingdom - Solo: A Star Wars Story - Sorry to Bother You - Upgrade                                            |
| 2019-20 | Star Wars: The Rise of Skywalker             | - Ad Astra - Gemini Man - Lucy in the Sky - Tenet - Terminator: Dark Fate                                                                                               |
| 2021-22 | Nope                                         | - Dune - Free Guy - Godzilla vs. Kong - Crimes of the Future - Jurassic World: Dominion                                                                                 |
| 2022-23 | Avatar: The Way of Water                     | - Prey - M3GAN - The Creator - Transformers: Rise of the Beasts |
| 2023-24 | Dune: Part Two                               | - Furiosa: A Mad Max Saga - The Hunger Games: The Ballad of Songbirds and Snakes - Kingdom of the Planet of the Apes - Megalopolis - Venom: The Last Dance              |